# Сочивица
Сочивице (лат. Lemna) су флотантне – потпуно пливајуће – водене биљке. Ове већином ситне биљчице (између 1,5-8 mm у зависности од врсте) брзо расту и због тога су често у употреби као модел организми у биолошким истраживањима: биофармацији, екотоксикологији, екологији и биологији биља. У свету је познато 14 врста из рода Lemna.

## Опис
Сочивице најчешће имају 1-3 листа, док егзотичне врсте могу имати и до 20 листова. Као и остале биљке размножавају се семеном (Spermatophyta, Anthophyta), али и ситним изданцима од којих се када се отцепе (вегетативно) развија нова биљка.
Највише им одговарају стајаће и споротекуће воде, богате нутријентима (еутрофне воде). На неким водама у стању су да се толико намноже, да покрију целу водену површину. Упркос томе, припадају живом свету вода, пошто их рибе а нарочито барске птице радо једу, а имају и улогу у чишћењу вода, пошто добро везују нитрите и нитрате загађења.

## Главне и сродне врсте
Код нас, и у Средњој Европи живи три врсте сочивица, које су приказане у галерији испод.
Две сродне врсте, од којих је прва аутохтона док је друга у Европи нова - алохтона такође су у истој систематској групи са сочивицама: то су брадата сочивица (Spirodela polyrhiza (L.) Schleid.) и волфија (Wolffia arrhiza (L.) Horkel ex Wimm.).

## Галерија
- Троугласта сочивица (Lemna trisulca)
- Грбава сочивица (Lemna gibba)
- Мала сочивица (Lemna minor)
- брадата сочивица (Spirodela polyrhiza)
- Волфија (Wolffia arrhiza)